# Račice, Ilirska Bistrica
Račice este o localitate din comuna Ilirska Bistrica, Slovenia, cu o populație de 160 de locuitori.